# Tina Merlin
Clementina Merlin dite Tina Merlin (Trichiana, 19 août 1926 – Belluno, 22 décembre 1991) était une journaliste, écrivaine et partisane italienne.

## Biographie
Clémentine Merlin est née à Trichiana, fille de César Merlin, et de Rose Dal Magro.
Sa carrière de journaliste a commencé avec la publication de récits dans Pagina della donna chez L'Unità. De 1951 à 1982 , elle a été correspondante à Belluno, Milan, Vicence et Venise pour le même journal. Dans l'intervalle, elle a participé à la vie politique comme conseillère provinciale du Parti communiste italien (1964-1970).
Tina Merlin est connue pour avoir contribué, avec entêtement et obstination, à mettre en lumière la vérité sur la construction du barrage de Vajont. En portant la voix des plaintes des habitants de Erto e Casso, Tina Merlin a dénoncé les dangers liés à la réalisation du barrage. Ignorée par les institutions, la journaliste a été accusée par la SADE, l'entreprise qui construisait le barrage, de "propagation de fausses nouvelles susceptible de troubler l'ordre public" par le biais d'articles. Elle fut jugée et acquittée par le Tribunal de Milan.
À la suite de la catastrophe du Vajont, le 9 octobre 1963, Tina Merlin a publié un livre sur les événements,  Sulla Pelle viva. Come si costruisce una catastrofe. Il caso del Vajont.
Elle est décédée le 22 décembre 1991, après un an de maladie, à l'âge de 65 ans.